# امامزادة محمود (مقاطعة تشرام)
امامزادة محمود (بالفارسية: امامزاده محمود) هي قرية تقع في قسم بشتة ذيلايي الريفي (مقاطعة تشرام) في إيران. يقدر عدد سكانها بـ 16 نسمة بحسب إحصاء 2016.